# Rocourt-Saint-Martin
Rocourt-Saint-Martin ist eine französische Gemeinde mit 305 Einwohnern (Stand: 1. Januar 2022) im Département Aisne in der Region Hauts-de-France (vor 2016: Picardie); sie gehört zum Arrondissement Château-Thierry und zum Kanton Château-Thierry. Die Einwohner werden Rocourtois genannt.

## Geografie
Die Gemeinde Rocourt-Saint-Martin liegt in einem Seitental der Ourcq, 13 Kilometer nördlich von Château-Thierry und 28 Kilometer südlich von Soissons. Die nordwestliche Gemeindegrenze folgt teilweise einer alten Heerstraße des Systems Chaussée Brunehaut. Nachbargemeinden von Rocourt-Saint-Martin sind Armentières-sur-Ourcq im Norden, Brécy im Osten, Bézu-Saint-Germain im Südosten und Süden, Grisolles im Südwesten und Westen sowie La Croix-sur-Ourcq im Nordwesten.

## Bevölkerungsentwicklung
| Jahr                       | 1962 | 1968 | 1975 | 1982 | 1990 | 1999 | 2006 | 2013 | 2022 |
| Einwohner                  | 213  | 228  | 190  | 175  | 284  | 295  | 310  | 270  | 305  |
| Quellen: Cassini und INSEE |      |      |      |      |      |      |      |      |      |

## Sehenswürdigkeiten

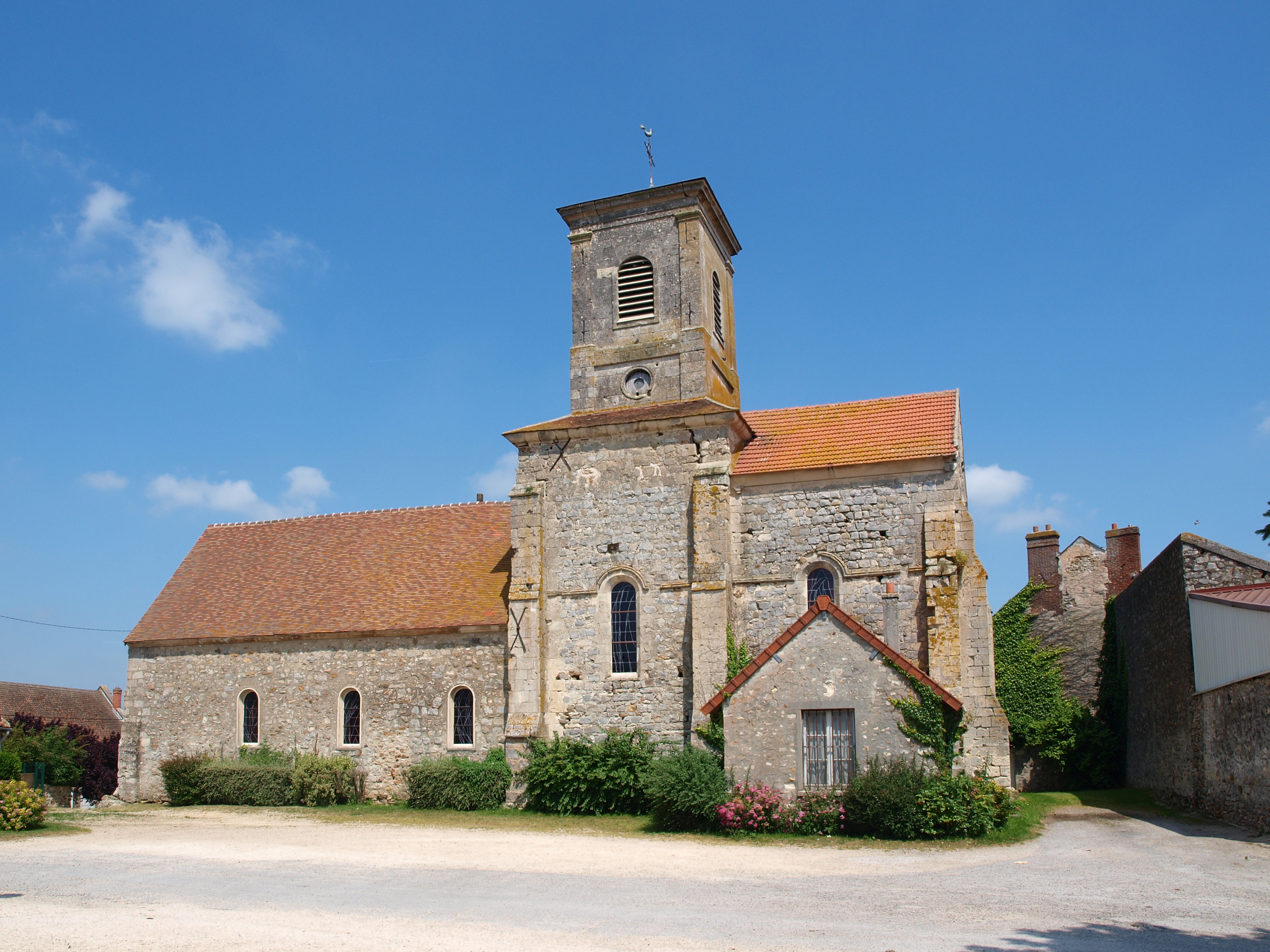
Kirche Saint-Martin
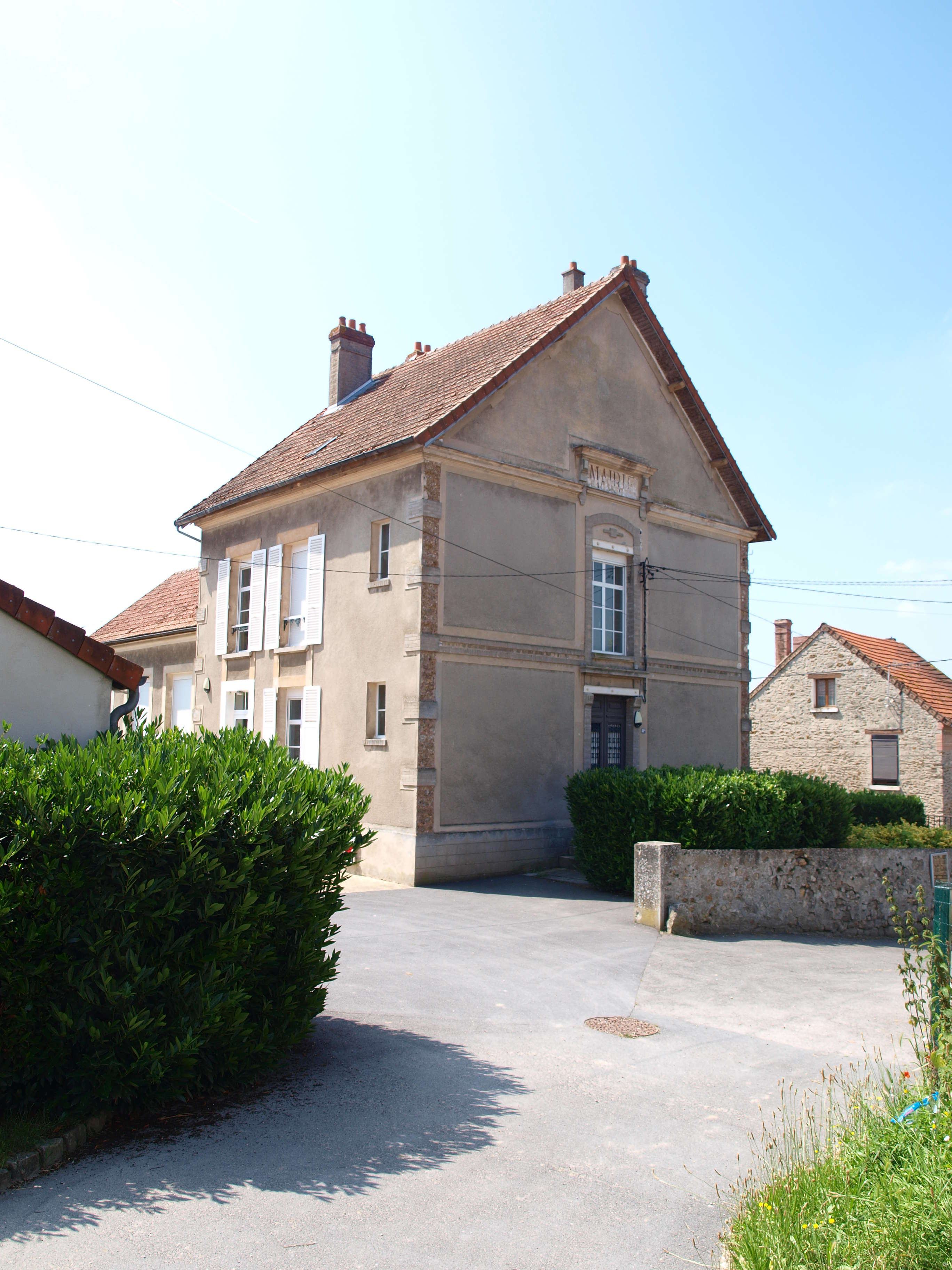
Mairie Rocourt-Saint-Martin

- Kirche Saint-Martin
- Mairie Rocourt-Saint-Martin